# Arietellidae
Arietellidae é uma família de copépodes pertencentes à ordem Calanoida.

## Géneros
Géneros:
- Arietellus Giesbrecht, 1893
- Campaneria Ohtsuka, Boxshall & Roe, 1994
- Crassarietellus Ohtsuka, Boxshall & Roe, 1994